# Jepsonia malvifolia
Jepsonia malvifolia är en stenbräckeväxtart som först beskrevs av Edward Lee Greene, och fick sitt nu gällande namn av John Kunkel Small. Jepsonia malvifolia ingår i släktet Jepsonia och familjen stenbräckeväxter. Inga underarter finns listade i Catalogue of Life.